# Qaradonlu
Qaradonlu è un comune dell'Azerbaigian situato nel distretto di İmişli. Conta una popolazione di 1 185 abitanti.